# 加賀屋

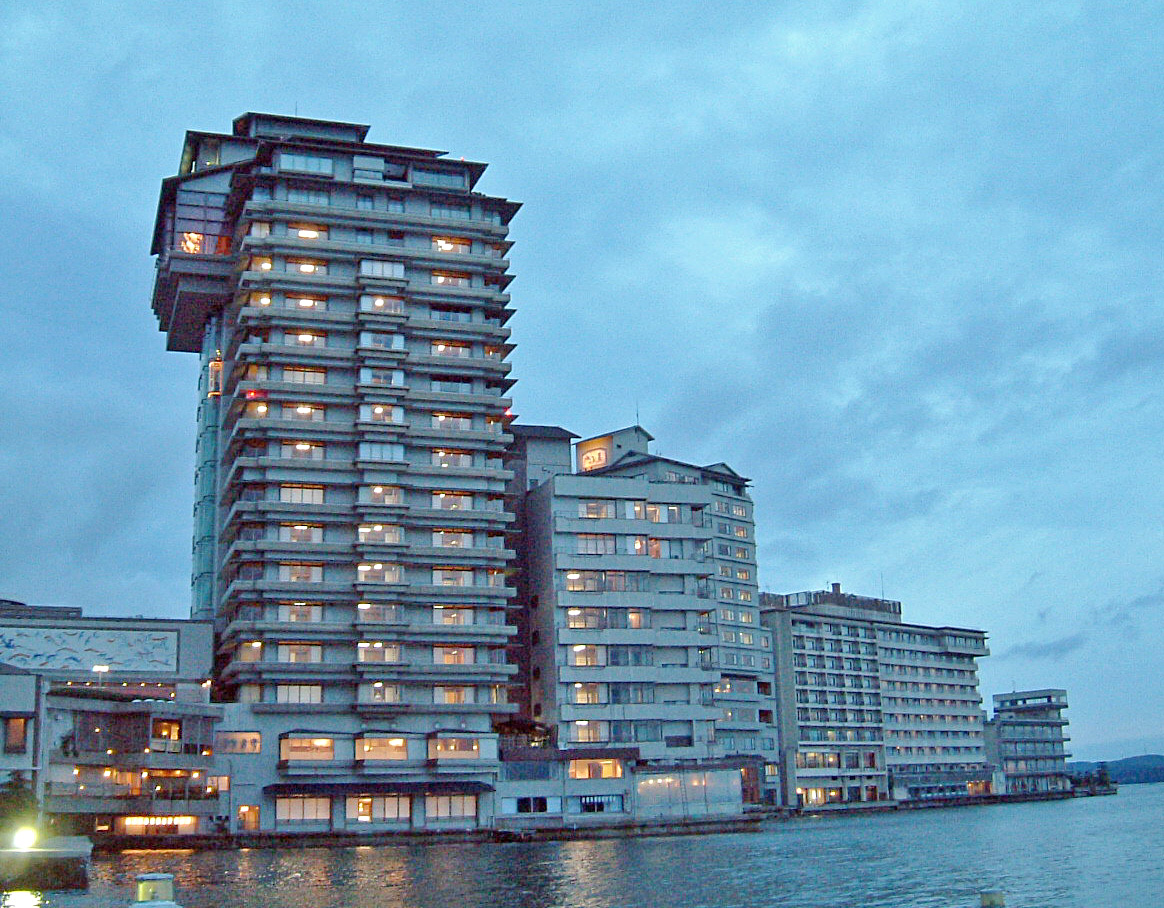
自七尾灣海面上眺望的加賀屋

加賀屋股份公司（日语：株式会社加賀屋）是一家總公司位於石川縣七尾市和倉溫泉區的日本旅館經營業者，由小田與吉郎於1906年（明治39年）創業，並於1958年（昭和33年）創立成為公司型態。其屋號源自小田出身於加賀國津幡（今石川縣河北郡津幡町）的緣故。由多棟建築集合而成、主建築（雪月花棟）達20層樓的加賀屋除了是日本最大的旅館之一外，也在旅行新聞新社的觀光業專業刊物《旬刊旅行新聞》所主辦的「專家所選擇的日本旅館百選」（プロが選ぶ日本のホテル・旅館100選）活動中連續蟬聯綜合排名第一名超過40年以上，是日本高級溫泉旅館的代表性業者之一。
除了創始的加賀屋之外，加賀屋集團在和倉溫泉地區與金澤市還擁有多家風格不同的連鎖旅館，並經營在日本各大城市設點的連鎖料亭（加賀屋「旬の店」）。除了旅館本業外，該集團也與同為石川縣出身的知名糕點師辻口博啓合作，在北陸地區幾個主要城市開設連鎖甜點餐廳「辻口博啓美術館」（ル ミュゼ ドゥ アッシュ）。2010年時，加賀屋集團與台灣的房地產開發業者日勝生合作，在台北的北投溫泉區天狗庵舊址開設溫泉旅館日勝生加賀屋，建造地上14層，地下3層，共90間房，首度將營運版圖擴張至海外。

## 外部連結
- 加賀屋官方網站（页面存档备份，存于）（日語）（英文）（繁體中文）（简体中文）

37°05′24″N 136°54′52″E / 37.09000°N 136.91444°E